# 梅赛德斯-AMG F1 W13 E Performance
梅赛德斯-AMG F1 W13 E Performance（Mercedes-AMG F1 W13 E Performance，简称“梅赛德斯 W13”）是由梅赛德斯AMG车队设计和制造的一级方程式赛车，用于参加2022年世界一级方程式锦标赛。梅赛德斯W13由7届F1世界冠军刘易斯·汉密尔顿和乔治·拉塞尔驾驶。該賽車是梅赛德斯在2022年新技術規則下的第一款的一級方程式賽車。此外梅赛德斯W13是车队继2019年之后再次回归使用梅赛德斯经典的银色车身涂装，而非2020年和2021年的黑色涂装。 W13在2022年巴林大獎賽中首次參賽。

## 賽車塗裝
W13继2019年之后再次回归使用梅赛德斯经典的银色车身涂装，而非2020年和2021年的黑色涂装。不過，賽車仍然保留一些黑色的元素，但只在了前後翼和車底。屬於冠名贊助商馬來西亞國家石油公司的淺藍色仍然存在，車隊在尾翼的上部襟翼、前翼的一部分以及賽車側面的條紋塗上淺藍色。賽車尾翼艙壁的內側、尾翼襟翼的下側和後視鏡區域則塗上屬於贊助商英力士的紅色，由一條黑色細帶與銀色部分隔開。引擎蓋上有灰色的三尖星作點綴。最後，位於引擎蓋下方仍然有用以紀念尼基·劳达的紅色三尖星。

## 賽車設計及研發

### 背景
新一代技術規則原定於2021年賽季推出。但是，由於2019冠状病毒病疫情，規則被推遲到至2022年推出。因此，從2020年3月28日至2020年12月31日，所有新一代賽車的開發都暫停了。

### 賽車設計
W13相比起W12是兩輛完全不同的賽車。對車隊的工程師來說，設計這輛賽車需要從零開始，沒有任何的參考資料。因此是一種刺激的體驗，也是他們津津樂道的東西。
在賽車引擎方面，由於2022年后引擎開發會被凍結，因此車隊只能做出最後一次性能改進。任何失誤不僅會影響到2022年賽季，還會影響由2022年賽季開始直到2026年賽季引擎開發凍結結束后。同時，2022年賽季的燃油需要加入10%的乙醇，以減少賽車的二氧化碳排放量。這同樣需要調整引擎的設定，這為車隊增加了不小壓力，並增加許多不確定性。
在車隊與2月18日發佈的賽車中，賽車擁有窄的側箱，這有助於控制賽車產生的外洗效應（Outwash Effect）。車底下的文丘里隧道會產生賽車大約一半的下壓力。而由於底板距離從前翼和前輪流出的氣流更遠，這種湍流從側面被吸入底板下方並降低文丘里隧道產生下壓力效率的可能性較小。其次，側箱和底板邊緣之間的空間製造了非常寬的外側通道（side channels），這比其他賽車相比較寬。非常長的側箱在形狀上非常複雜，前端有一個明顯的切面，沿著側面延伸。側箱有一個向下的坡道，但僅在前面，然後駕駛艙上部輪廓輕輕地向上升至後面的散熱器出口，與文丘里隧道的形狀大致平行。長頭翼的設計與大多數的賽車相同。
在2022年赛季前测试中，W13在第二场巴林测试中使用了全新的赛车侧箱设计，几乎移除了传统一级方程式赛车中部左右两侧的散熱器進氣口。受到了围场中的高度关注。它代替原來前部凸起，並容納了散熱器進氣口的側箱；取而代之的是一個非常窄的側箱。當從正面看時，側箱在頂部嚴重向內傾斜，這為散熱器進氣口形成了一個狹窄的垂直三角形狹縫。這個新側箱位於賽車文丘里通道入口向下傾斜的部分。底板外前角周圍的壓力差將在加速流入文丘里入口的氣流速度方面發揮重要作用。壓差越大，氣流行進速度越快，下壓力越大。紅牛車隊領隊克里斯蒂安·霍納最初評論說這種設計“不符合規則的精神”。車隊發言人後來表示這是不正確的，稱車隊“沒有發表官方評論”。

## 賽季記錄

### 季前
W13於2022年2月18日在銀石賽道正式亮相，漢米爾頓和羅素在當天完成了首次試車。賽車於2月23日至2月25日參加了在巴塞罗那-加泰罗尼亚赛道進行2022年一級方程式季前測試第一回合。在三個測試日內，賽車完成了392圈；總共1,837（1,141英里），相當於接近6個大獎賽比賽距離。賽車隨後於3月10日至3月12日參加了在巴林国际赛道進行的第二回合季前測試。在三個測試日內，賽車完成了384圈；總共2,078（1,291英里），相當於6.7個大獎賽比賽距離。兩項測試都表明，賽車似乎出現了操控性和平衡問題，部分原因是產生了嚴重的海豚跳效應（由於地面效應導致賽車產生共振，使賽車快速上下跳動），漢米爾頓表示車隊沒有能力贏得本賽季第一場比賽。

### 賽季首五站
車隊在W13換上新的底板，以解決海豚跳效應。但兩位車手在2022年巴林大獎賽的自由練習中表現一般，他們都表示賽車還需要進一步的研發，賽車還是產生了嚴重的海豚跳效應，並預計車隊會在排位賽和比賽會比法拉利和紅牛慢，更接近中游的其他車隊。車隊領隊托托·沃爾夫表示，車隊沒有能力在2022年賽季初挑戰勝利，并認爲紅牛的速度特別快。漢米爾頓和羅素分別在排位賽獲得第五和第九名。在比賽中，漢米爾頓在起步時就超過了佩雷斯，但後來被他重新超越，並一直保持在第五名的位置。羅素起步后已經上升至第六名，其後一直保持位置。直至第45圈，艾法托利的皮埃爾·蓋斯利因引擎起火而退賽，導致安全車進場。兩位車手都進站換上新紅胎，並把握紅牛的雙退賽而上升至第三和第四名完賽。漢米爾頓認爲自己能上頒獎台是十分幸運，他説“當然，我們沒想到能[登上領獎台]”，但他沒有忘記車隊掙扎的表現。結果使梅賽德斯在車隊排行榜中排名第二，僅次法拉利，但領先哈斯，漢米爾頓排名第三，羅素在車手排行榜排名第四。
來到沙地阿拉伯大獎賽，賽車依然產生了嚴重的海豚跳效應，但賽車的速度有所提升。漢米爾頓表示，車隊嘗試采用不同賽車設定以解決海豚跳效應。賽道工程主管安德魯·肖夫林說，我們嘗試了更多的賽車設定來了解這裡的彈跳問題，有些使情況變得更糟，有些有所幫助，但我們還沒有解決問題的解決方案。與巴林相比，賽車的平衡性更好。令人意外的是，漢米爾頓在排位賽中在Q1出局，只獲得第十六名，而羅素則獲得第六名。漢米爾頓說，他對自己在Q1出局感到意外，賽車缺乏速度因爲車隊采用了不甚理想的賽車設定，使賽車缺乏平衡性，無法駕駛。
在比賽中，漢米爾頓在開場圈就超過了周冠宇，但後來被他重新超越，並保持在第五名的位置。羅素起步后已經上升至第六名，並以及保持位置。直至第15圈，威廉姆斯的尼古拉斯·拉提菲因在第13號彎撞車而退賽，導致安全車進場。羅素進站換上新胎，並保持在第五名的位置完賽。至於漢米爾頓，他在安全車時段期間沒有進站，並一直等待下一個安全車時段。第37圈，丹尼尔·里卡多因引擎故障而停在維修區入口，並引發虛擬安全車（VSC）。漢米爾頓想藉機進站，因為里卡多擋住維修區入口，所以他失去機會。最後他在第41圈虛擬安全車結束后才進站，導致他從第六位跌至第十三位，并以第十位完賽漢米爾頓的第十名是他自2012年韓國大獎賽首次以第十位完賽，也是首次駕駛梅賽德斯賽車以第十名完賽，生涯第三次以第十位完賽。結果使梅賽德斯在車隊排行榜中排名第二，僅次法拉利，領先紅牛，漢米爾頓排名跌至第五，羅素在車手排行榜排名第四。漢米爾頓認爲自己速度有點落後，但他已經盡力了。羅素說這是一場激烈的比賽。車隊需要提高賽車底板高度以減小海豚跳效應，所以讓賽車缺乏下壓力，但賽車整體感覺很好。
車隊並沒有為澳大利亞大獎賽帶來任何更新，尾翼依然沿用沙地阿拉伯站的設計，原本帶來的更新被臨時抽走。車隊領隊托托·沃爾夫說：「車隊已經在比賽中獲得更多關於賽車的資訊，但仍然未能解決賽車的問題。因此，賽車仍不會有任何更新」漢米爾頓和羅素分別在排位賽獲得第五和第六名。到了正賽，羅素因為在安全車時段進站而超越漢米爾頓，並得益於馬克斯·維斯塔潘的退賽，以第三名完賽，這是他首次以梅賽德斯車手身分登上頒獎台。漢米爾頓則緊隨其後，以第四名完賽。結果使羅素在車手排行榜升上第二位。
回到歐洲賽區，梅赛德斯為艾米利亞-羅馬涅大獎賽帶來新的側箱和底板更新，賽車新增的小翼（winglet）增加了側箱下部氣流的下洗效應（downwash），並把它保持在車身輪廓上避免溢出到賽車底部。氣流溢出會增加海豚跳效應和減少下壓力。不幸的是，這些更新並沒有對梅賽德斯的表現有任何幫助。漢米爾頓和羅素在第二階段排位賽雙雙出局，漢米爾頓排第十三位，羅素排第十一位。這是梅賽德斯繼2012年日本大奖赛後，首次兩位車手都在第二階段排位賽出局。兩位車手在衝刺賽沒有提升位置，漢米爾頓甚至跌至第十四名。羅素在正賽有一個很好的起步，從第十一名上升至第六名。在比賽末段，羅素力抗博塔斯的進攻，並以第四位完賽。至於漢米爾頓，他在維修區內與奧康發生碰撞，奧康因此而被罰5秒加時懲處。接著漢米爾頓在剩餘的比賽中緊隨蓋斯利，但直到比賽完結前都未能超越他。漢米爾頓只能以第十三位完賽。經過艾米利亞-羅馬涅站後，梅賽德斯在車隊積分榜中跌至第三位。羅素在車手積分榜中跌至第四名，漢米爾頓跌至第七名
來到首屆邁阿密大獎賽，儘管車隊對這條全長5.410公里（3.361英里），包含19個彎道，平均時速達到222公里/小時（138英里/小時）的迈阿密国际赛道一無所知，但為了解決海豚跳效應的問題，車隊繼續帶來更新。車隊領隊托托·沃尔夫在賽前記者會表示，車隊已經找到解決問題的方向，並有一些解決方案，他預告車隊將會有進步。車隊主要帶來三方面的更新，分別是尾翼、前翼和梁翼（beam wing）。新的尾翼前緣變直，前緣的外部被抬起，能夠與尾翼端板融為一體，從而減低阻力；新的梁翼能夠減低海豚跳效應，同時不會造成大量的下壓力損失；新的前翼可以增加前輪胎下部外側周圍的外洗氣流（Outwash）。與前幾次更新一樣，賽車表現並沒有因為更新而有改善。羅素在第二階段排位賽出局，只獲得第十二名。漢米爾頓雖然能夠進入第三階段排位賽，但只能獲得第六名，排名屈居在前隊友瓦尔特里·博塔斯之後。兩位車手在正賽起步都失去位置，漢米爾頓更與费尔南多·阿隆索發生碰撞。羅素使用硬胎起步，遲遲沒有進站換胎。直到第四十一圈，麥拉倫車手蘭多·諾里斯與皮埃爾·蓋斯利發生碰撞，兩位車手雙雙退賽，導致安全車進場。羅素把握機會進站換上中性胎，並升上第七名。其後他憑著輪胎優勢超越漢米爾頓和博塔斯，並以第五名完賽。漢米爾頓緊隨其後，以第六名完賽。羅素是截至邁阿密大獎賽為止，唯一一位能在賽季所有比賽中都能以前五名完賽的車手。在賽季第五站比賽結束後，漢米爾頓在車手積分榜中超越諾里斯，升上第六名。

### 西班牙、摩納哥、阿塞拜疆和加拿大站
回到季前測試第二回合的舉辦地巴塞罗那-加泰罗尼亚赛道，車隊為西班牙大獎賽帶來更新，包括前翼端板、底板和擴散器的更新，前翼端板和擴散器是為了調節賽車的氣流流動，底板的更新是為了產生一個渦流，以平衡賽車，減少海豚跳。賽車裝上更新後，速度有很大的進步。路易斯·咸美頓和喬治·羅素分別在排位賽中獲得第六和第四名，在正賽第一圈，漢米爾頓在四號彎被小卡洛斯·塞恩斯超越後，因為轉向不足而與凱文·馬格努森發生碰撞，後者衝出賽道，而漢米爾頓也因碰撞而爆胎。兩位車手均需要進站維修，排名下降到最後兩名。與此同時，羅素也超越塞恩斯，升上第三名。第十一圈，馬克斯·維斯塔潘在四號彎滑出賽道，羅素因而升上第二名。第二十至二十六圈，羅素與維斯塔潘為第二名激烈纏鬥，但維斯塔潘受限於DRS失靈而無法超越他。第二十七圈，夏尔·勒克莱尔因動力單元故障而退賽，羅素成為本賽季首位梅賽德斯車手在比賽中領先。第三十一圈，羅素被沙治奧·佩雷斯超越，跌至第二名，而漢米爾頓也悄悄從第十九名超越多位車手而升上第十名。比賽末段，羅素穩守在第三名，而漢米爾頓也憑著輪胎優勢在第六十二圈超越塞恩斯，升上第四名。不幸的是，因為兩部W13的冷卻系統出現故障，兩位車手需要減慢速度以避免引擎故障而被迫退賽。最後漢米爾頓以第五名完賽，羅素則以第三名完賽。
在歷史悠久的摩納哥大獎賽上，賽車表現不穩。車隊領隊托托·沃尔夫在訪問中表示：「賽車在低速的巴塞罗那-加泰罗尼亚赛道第三賽段中表現不佳，因此在賽程中平均速度最低的摩纳哥赛道上賽車可能會表現不佳，而且梅賽德斯近幾年在摩納哥的表現也不好。」兩位車手在第二節練習賽後表示，賽道凹凸不平，令賽車不停跳動，難以控制。在排位賽上，彈跳的問題沒有得到太大的改善，漢米爾頓和羅素分別獲得第八和第六名。比賽原定於5月29日當地時間15:00開始，但由於天氣問題而推遲至15:09首次嘗試開始，不過在安全車帶領下的2個熱身圈後便因為天氣狀況惡劣而首次發出紅旗。比賽於當地時間16:05在安全車帶領下再次開始餘下77圈的賽事。漢米爾頓在第十六圈進站換上半雨胎，但換胎後一直未能超越埃斯特班·奧康，更與他發生碰撞，前翼受損，漢米爾頓因此損失大量時間，失去超越其他車手的機會。羅素在第二十三圈超越蘭多·諾里斯，並以第五名完賽。漢米爾頓在餘下的比賽中一直未能超越费尔南多·阿隆索，最終以第八名完賽。漢米爾頓在賽後表示，對與奧康發生碰撞後，仍能以第八名完賽感到滿意，並認為賽車在巴庫能夠有更佳的表現。羅素認為，儘管賽車仍然有彈跳，但是它在換上硬胎後速度非常快，令他感到滿意。
在阿塞拜疆大獎賽的排位賽上，漢米爾頓和羅素分別獲得第五和第七名。正賽第九圈，法拉利的小卡洛斯·塞恩斯因液壓系統故障而退賽，虛擬安全車啟動。兩位車手均把握機會進站換上硬胎，漢米爾頓因此排名跌至第十一名。第二十一圈，夏尔·勒克莱尔因動力單元故障而退賽，羅素升上第三名。漢米爾頓一直在比賽中使用賽車強勁的比賽速度，超越其他車手，排名一度上升至第五名。到了第三十三圈，哈斯的凱文·馬格努森因動力單元故障，虛擬安全車再次啟動。兩位車手均把握機會進站換上中性胎。漢米爾頓利用輪胎優勢超越艾法托利的兩位車手，最終以第四名完賽。羅素則以第三名完賽，得到他加盟車隊以來第三個頒獎台。漢米爾頓在賽後表示，賽車的彈跳問題讓他的後背非常疼痛。車隊承認，他們把賽車的設定調教至一個非常極端的程度，使車手感到非常不適。
国际汽车联合会在加拿大大獎賽賽前發佈了新的指引，將針對賽車的垂直震動幅度給予定量極限（quantitative limit），以保障車手的安全。在星期五的兩節自由練習中，漢米爾頓的W13試用實驗性的新底板，試圖控制賽車的海豚跳及彈跳問題，但是賽車反而變得更加難以操控。漢米爾頓和羅素分別在濕地進行的排位賽中獲得第四和第八名。其中羅素在第三節階段排位賽時嘗試使用軟胎造快圈，無奈賽道過於濕滑，讓他滑出賽道，失去改善時間的機會。在正賽中，羅素在第五圈就已經超越凱文·馬格努森，升上第五名。第八圈，紅牛的沙治奧·佩雷斯因變速箱問題而退賽，虛擬安全車出場，漢米爾頓把握機會進站換上硬胎。羅素在第十九圈趁著哈斯的米克·舒马赫因動力單元故障而退賽，虛擬安全車再度出場時進站換上硬胎。漢米爾頓在第二十四圈超越费尔南多·阿隆索，升上第三名。羅素在五圈後因阿隆索進站而升上第四。漢米爾頓和羅素保持位置完賽。漢米爾頓自巴林大獎賽以來首次登上頒獎台。他在賽後表示賽車的可靠性十分好，還有很多的潛力等待車隊發掘，並認為上頒獎台的機會陸續有來。
羅素表示，雖然賽車有很好的速度，但是與法拉利和红牛的賽車比較，速度仍然落後一段距離。

## 完整一級方程式參賽成績
(賽果底色示意列表)
1 2 3 4 5 6 7 8 – 衝刺賽積分名次
粗體－桿位 斜體－最快圈速 * – 賽季進行中 

† –  車手未完成賽事，但已完成90%的原定賽程，因而有排名 

‡ –  由於未完成預定距離的75％，因此該場比賽只能獲得一半積分 

| 年份   | 車隊            | 動力單元（Power unit）              | 輪胎 | 車號 | 車手            | 大獎賽 | 大獎賽 | 大獎賽 | 大獎賽              | 大獎賽 | 大獎賽 | 大獎賽 | 大獎賽   | 大獎賽 | 大獎賽 | 大獎賽 | 大獎賽 | 大獎賽 | 大獎賽 | 大獎賽 | 大獎賽 | 大獎賽 | 大獎賽 | 大獎賽 | 大獎賽 | 大獎賽 | 大獎賽 | 積分 | 名次 |
| 年份   | 車隊            | 動力單元（Power unit）              | 輪胎 | 車號 | 車手            | 巴林   | 沙     | 澳     | 艾米利亚-罗马涅大区 | 邁     | 西     | 摩     | 阿塞拜疆 | 加     | 英     | 奧     | 法     | 匈     | 比     | 荷     | 義大利 | 新     | 日     | 美     | 墨     | 聖     | 阿布   | 積分 | 名次 |
| ------ | --------------- | ----------------------------------- | ---- | ---- | --------------- | ------ | ------ | ------ | ------------------- | ------ | ------ | ------ | -------- | ------ | ------ | ------ | ------ | ------ | ------ | ------ | ------ | ------ | ------ | ------ | ------ | ------ | ------ | ---- | ---- |
| 2022年 | 梅赛德斯AMG车队 | 梅賽德斯F1 M13 EQ Power+ 1.6公升V6t | P    |      |                 |        |        |        |                     |        |        |        |          |        |        |        |        |        |        |        |        |        |        |        |        |        |        |      |      |
| 2022年 | 梅赛德斯AMG车队 | 梅賽德斯F1 M13 EQ Power+ 1.6公升V6t | P    | 44   | 路易斯·漢米爾頓 | 3      | 10     | 4      | 13                  | 6      | 5      | 8      | 4        | 3      | 3      | 38     | 2      | 2      | Ret    | 4      | 5      | 9      | 5      | 2      | 2      | 23     | 18†    | 515  | 季军 |
| 2022年 | 梅赛德斯AMG车队 | 梅賽德斯F1 M13 EQ Power+ 1.6公升V6t | P    | 63   | 喬治·拉塞尔     | 4      | 5      | 3      | 4                   | 5      | 3      | 5      | 3        | 4      | Ret    | 4      | 3      | 3      | 4      | 2      | 3      | 14     | 8      | 5      | 4      | 1      | 5      | 515  | 季军 |
| 來源:  |                 |                                     |      |      |                 |        |        |        |                     |        |        |        |          |        |        |        |        |        |        |        |        |        |        |        |        |        |        |      |      |